# Караман (місто)
Караман (тур. Karaman) — місто і район на півдні Туреччини, адміністративний центр ілу Караман. Станом на 2009 рік в місті проживало 132 064 чоловік. Площа району становить 3686 км².

## Історія
Караман був заснований в античні часи та носив назву Ларінда. За часів завоювань Олександра Македонського місто було захоплене одним з його воєначальників — Пердікка. Незабаром Караман стає базою Ісаврійський піратства. Потім місто було захоплене римлянами, а в 4 столітті Візантією. В 1070-х місто завоювали турки-сельджуки.
1190 року, під час третього хрестового походу, місто було окуповане військами Фрідріха Барбаросси. У 1275 Караман стає центром турецького емірату (а потім та провінції) Караманідів. У 1468 місто було завойоване Османською імперією.